# Bicajparádé
A Bicajparádé (Bike Parade) a South Park című rajzfilmsorozat 297. része (a 22. évad 10., évadzáró epizódja). Elsőként 2018. december 12-én sugározták az Amerika Egyesült Államokban a Comedy Centralon, míg hazánkban ugyancsak a Comedy Central mutatta be 2018. december 28-án.
Ez az epizód a kétrészes évadzáró második része, amely szintén az Amazon raktárában zajló sztrájkról szól, és arról, hogy emiatt az emberek nem kapják meg a karácsonyi ajándékaikat. Több utalás is történik benne korábbi epizódokra, a záró jelenetben pedig több, régen nem látott karakter is visszatér.

## Cselekmény
South Park Amazon-raktárában tovább folytatódik a sztrájk, amit Josh Carter vezet - a munkás, aki az előző epizódban üzemi baleset áldozata lett és egy csomagba van még mindig bezárva. Miután a pláza zombiszerű dolgozói munkába állnak a raktárban, a csomagok megérkeznek a fiúkhoz. A városlakók beszélgetéseit Jeff Bezos kihallgatja az Amazon Alexákon keresztül - Kennyre dühös az apja, amiért a rendeléseiket kiszállították, mert lepaktáltak az ellenségükkel. Ezalatt egyre többen érkeznek a Böcsület Farmra: mindenki füvet akar venni, hogy lenyugodjanak a szállítások elmaradása és a sztrájkhelyzet keltette stressz miatt. Randy nem hajlandó több füvet eladni, mint amennyit a törvény engedélyez, ezért a vásárlók elkezdenek átjárni a konkurenciához. Törcsi kitalálja, hogy szállítsák ki a füvet a vásárlóiknak e-rollerrel, így a vevőknek is kényelmesebb és nem találkoznak a rivális farmerekkel sem.
Miközben a fiúk a bicajparádéra készülnek, Kenny közli velük, hogy ő nem vesz rajta részt, mert elkezdett szimpatizálni a sztrájkolókkal. Cartman elkezd őrjöngeni azért, mert emiatt kiújult a szorongása és közli, hogy "szét akarja lőni az iskolát". A többiek úgy gondolják, hogy Kenny miatt annyi a győzelmi esélyeiknek, de hogy ne maradjanak szégyenben, elhatározzák, hogy betiltatják a bicajparádét, mert az "sértő". Ezalatt Jeff Bezos elraboltatja Josh-t, és gyerekeket uszít rá, akiknek azt mondja, hogy ajándék van benne a bicajparádéra - ők kibontják a csomagot, amiből Josh kirobban és meghal, a polgármester döbbenetére. A fiúk szeretnének a betiltatáshoz megfelelő plakátokat készíteni, de nem tudnak, mert minden üzlet bezárt a városban az Amazon miatt. Hirtelen csodaként megjelenik a karácsonyi ajándékok elmaradása miatt kesergő városlakók előtt a Télapó - aki azonban amikor megtudja, hogy South Park elüldözte Kula bácsit, mert a Twitterre írt ki helytelen dolgokat, "puncinak" nevezi a lakókat és otthagyja őket. Stephen közli Butters-szel, hogy csak miatta dolgozik tovább az Amazonnak, hogy ő mindent megkapjon. Ezalatt azt láthatjuk, hogy valahányszor valaki úgy dönt, hogy abbahagyja a sztrájkolást és munkába indul, megjelenik az ajtóban Törcsi, aki Böcsület Gandzsát ad el nekik.
Stan, Kyle és Cartman úgy döntenek, hogy más eszközük nem lévén a polgármesterhez mennek, hogy betiltassák a bicajparádét, mert az haladásellenes és nincs benne semmilyen érték. A polgármesteri székben azonban Jeff Bezos ül, aki közli, hogy a parádé nagyon jó hatással volt az eladásokra a térségben és újra folyik miatta a munka is. A fiúk rájönnek, hogy Kennynek igaza volt - válaszul Bezos az Alexa segítségével megöli a "kis szoci barátjukat", aki ugyanúgy elkezdett lázadozni. Bezos közli, hogy ő volt az, aki megállította az osztályharcot azzal, hogy létrehozott egy új osztályt: a fogyasztó munkást. Váratlanul tömegek jelennek meg a polgármesteri hivatal előtt: a város összes lakója ott áll, élükön Randyvel, és közlik vele, hogy tűnjön el. Van nekik ugyanis valamijük, amivel nem számolt: "böcsületük" (igazából mindenki be van tépve). Az Amazon bezárja a raktárát, ezután megtartják a bicajparádét, ahol Kenny koporsóját Cartman húzza a biciklije után.
Az epizód végén egy reklám látható, mely szerint a Böcsület Gandzsa hamarosan kapható a kedvenc online áruházunkban is, valamint az évad több részében már szerepelt #cancelsouthpark felirat.

## Érdekességek
- A bicajparádés jelenetben megjelenik Dr. Mefityisztó, Buzi Nagy Al és Furkó úr, a megbilincselt Garrison elnök, és a halottnak hitt, de igazából csak súlyosan sérült Ned.

## Forráshivatkozások
1. ↑  Episode 2210 “Bike Parade” Press Release (us nyelven). South Park United States. (Hozzáférés: 2024. június 17.)